# Gaiole in Chianti
Gaiole in Chianti település Olaszországban, Toszkána régióban, Siena megyében. Lakosainak száma 2522 fő (2023. január 1.). Gaiole in Chianti Cavriglia, Radda in Chianti, Castelnuovo Berardenga, Montevarchi és Bucine községekkel határos.

## Népesség
A település lakossága az elmúlt években az alábbi módon változott:
| Lakosok száma | 2752 | 2758 | 2522 |
|               | 2017 | 2018 | 2023 |